# René Bocchi
Pour les articles homonymes, voir Bocchi.
René Bocchi né le 3 avril 1957 à Nice est un ancien footballeur français qui évoluait au poste de milieu de terrain.

## Biographie
Il joue  notamment à l'OGC Nice, au Lille OSC, à l'Olympique lyonnais ainsi qu'au Sporting Club de Bastia. 
Il est sélectionné dans toutes les sélections nationales (scolaires, cadets, militaires et espoirs) mais est barré chez les bleus par le carré magique (Platini, Giresse, Tigana et Genghini) et par des blessures à des moments importants de sa carrière. Il n'a sans doute pas eu la carrière qu'il aurait dû avoir.

## Carrière
- 1975-1981 : OGC Nice
- 1981-1982 : Lille OSC
- 1982-1986 : Olympique lyonnais
- 1986-1987 : SEC Bastia[1]